# M84スタングレネード
M84（正確にはXM84）は、フラッシュバンや閃光発音筒とも呼ばれる、アメリカで現在使用されているスタングレネードである。

## 概要
起爆と同時に180-190デシベルの爆発音と1.5メートルの範囲で100万カンデラ以上の閃光を放ち、突発的な目の眩み・難聴・耳鳴りを発生させる。防護されていない人員は方向感覚の喪失や見当識の失調を起こす。これらの影響がすべて一時的なものであることから、非致死性兵器として分類される。

## 構造
穴の空いたスチール製本体の中にあるアルミニウムケースの中に、マグネシウムを主とする炸薬が入っている。従来の爆発製兵器と異なり、炸薬は超音速の爆轟ではなく亜音速の爆燃として燃え、爆発による被害を最小限に留める。点火した際には対象の視覚や聴覚にのみ影響を与えるため、内部のアルミニウムケースは炸薬によって燃え尽きるよう設計されている。これにより、炎、爆発、ケースの破片による被害を最小限に抑えている。

## 用途
敵の制圧を容易にするため、あるいは市街戦や人質救出で通常の爆発による被害が懸念される場合に、敵の注意をそらす目的で密閉された空間へ投げ入れるために用いられる。それゆえ、アメリカ陸軍では「建造物内や室内の制圧において、非戦闘員の存在が予想され、敵の注意をそらすことが効果的である」場合に用いることとなっている。

## 引火性
通常、紙や布に点火することはできないが、本体の近くでは可燃性液体や、高密度のガソリンやエーテルのような蒸気に引火することがある。

## ギャラリー

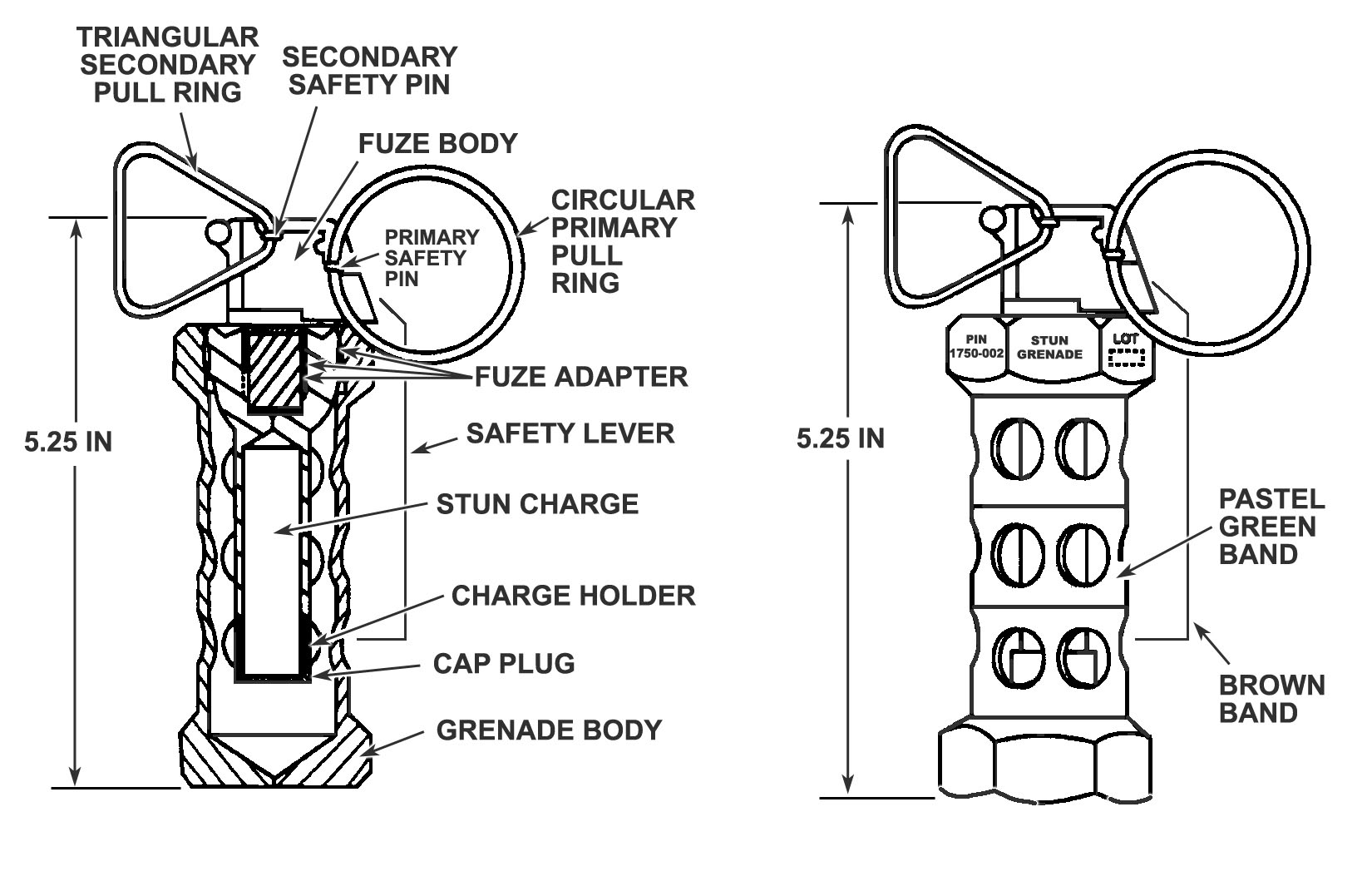
M84の図面
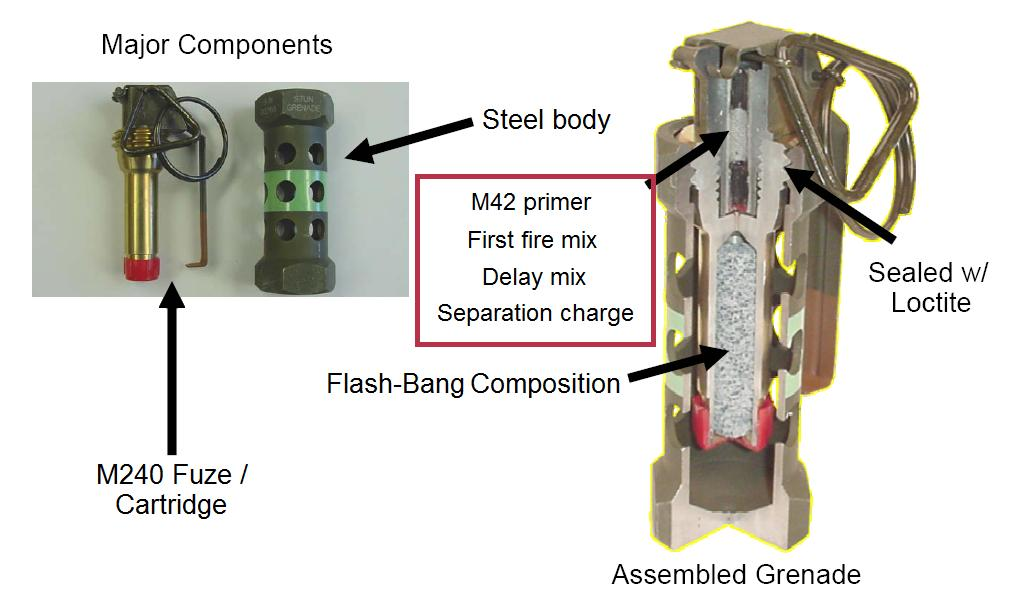
M84の内部構造
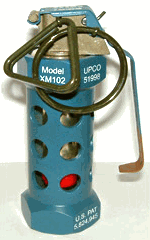
訓練用のXM102スタングレネード。外観はM84を模しており、新しい信管・炸薬を装填すれば再使用できる